# O.A. Hermansen
Oluf August Hermansen (30. juli 1849 på Frederiksberg – 23. november 1897) var en dansk blomster- og frugtmaler og bogillustrator.
Hermansen er søn af tømrer Frederik Salomon Hermansen. Hermansen var først porcelænsmalerlærling hos Bing & Grøndahl, men kom 1872 på Kunstakademiet, hvor han under professor Jørgen Roeds vejledning uddannede sig til maler og fik Akademiets afgangsbevis som sådan 1876. Hermansen, der i flere år dekorerede terrakottaarbejder for P. Ipsens Enke, udstillede første gang 1874 og har siden været næsten stadig repræsenteret på de årlige udstillinger med smagfuldt arrangerede og dygtig udførte blomster- og frugtstykker, blandt hvilke Roser og andre Blomster i en Vase (1877) blev belønnet med den Neuhausenske Præmie. 1874 tildeltes ham Akademiets rejseunderstøttelse til indlandet, hvorimod kunstneren aldrig har besøgt udlandet. Hermansen ægtede 29. september 1871 Marie Nicoline Mathilde Andersen, datter af arrestforvarer Andersen i Helsinge.
Han er begravet på Solbjerg Parkkirkegård.